# Goodnight Mommy (film 2022)
Goodnight Mommy è un film del 2022, diretto da Matt Sobel.
È il remake dell'omonimo film del 2014.

## Trama
Dopo essersi sottoposta a un intervento di chirurgia plastica facciale, l'ex attrice divorziata Susan Wuest torna a casa e riabbraccia i figli, i gemelli Elias e Lukas, che da tempo non vede perché precedentemente affidati al padre. L'intera testa della donna è fasciata - solo i suoi occhi sono visibili - inquietando non poco i bambini e le cose peggiorano quando la donna, oltre a diventare scostante, inizia a non rivolgere più la parola a Lukas e a imporre regole molto severe, come tenere le finestre costantemente oscurate e limitare al minimo i rumori. 
Dietro suggerimento di Lukas, Elias si convince che dietro a quelle bende non ci sia la loro vera madre ma un'impostora così, dopo aver tentato di fuggire di casa ma esser stati riportati indietro da due agenti, i due decidono di legarla al letto e interrogarla. Le domande vertono soprattutto sul colore dei suoi occhi che è verde nelle foto mentre ora è azzurro e quando la donna afferma di portare spesso le lenti a contatto e di tenerle in borsa, Elias, ipotizzando che possa esser la verità, va a cercarle ma Lukas lo convince che nella borsa non ci sono. 
I gemelli decidono così di scappare ma Elias, dopo aver parlato con una degli agenti che li avevano riportati a casa e che si erano ripresentati per parlare con la madre, decide di controllare di persona nella borsa della donna per poi correre da lei dopo aver trovato le lenti colorate, mentre Lukas, apparentemente, scappa da solo. 
Una volta liberata dal figlio, Susan conduce Elias in un granaio lì vicino e, davanti a una parete insanguinata e con un foro di proiettile, gli rivela ciò che lui cerca di cancellare da tempo dalla sua memoria: giocando con una pistola che non sapeva essere carica, Elias ha sparato a Lukas uccidendolo (facendo capire che per tutto il film, vedeva la sua allucinazione). Elias, sotto shock, spinge la madre facendola cadere dal soppalco assieme a una lanterna accesa e causando così l'incendio del fienile, per poi scappare lasciando la madre priva di sensi nel fienile in fiamme. 
Allontanatosi dal fienile, Elias si volta e lo vede crollare ma, pochi istanti dopo appaiono dietro di lui Susan e Lukas, frutto entrambi di una nuova allucinazione del bambino.

## Distribuzione
Il film è stato distribuito sulla piattaforma Amazon Prime Video dal 16 settembre 2022.